# Hemimirollia
Hemimirollia is een geslacht van rechtvleugeligen uit de familie sabelsprinkhanen (Tettigoniidae). De wetenschappelijke naam van dit geslacht is voor het eerst geldig gepubliceerd in 2011 door Ingrisch.

## Soorten
Het geslacht Hemimirollia omvat de volgende soorten:
- Hemimirollia gracilis Karny, 1925
- Hemimirollia luteipennis Karny, 1925